# Kuummiut
Kuummiut (Kûngmiut avant 1973) est un village groenlandais situé dans la municipalité de Sermersooq près de Tasiilaq au nord-est du Groenland. La population était de 358 habitants en 2009.

## Histoire
A l'avant-garde du développement moderne, le village compte, en 1935, 108 habitants. Il en comptabilise 597 habitants en 1966, une centaine de personnes y étant déplacés malgré eux en provenance de Skjoldungen (en) pour des raisons d'administration et de politique internationale. Des 148 hommes de plus de 15 ans, presque tous sont recensés comme pêcheurs. 